# Saklatvala-Bataillon

Flagge der Interbrigaden

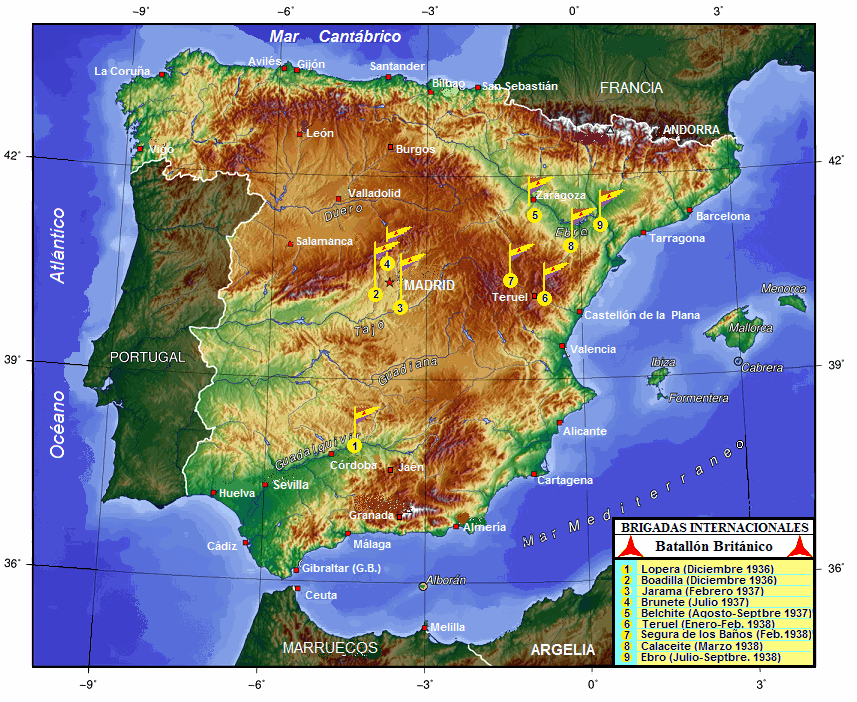
Die Karte zeigt die Einsatzorte des Saklatvala-Bataillons

Das Saklatvala-Bataillon (auch Britisches Bataillon) war ein englischsprachiges Bataillon der Internationalen Brigaden im Spanischen Bürgerkrieg. Es war nach Shapurji Saklatvala benannt, eines aus Indien stammenden Mitgliedes des britischen Parlamentes der Communist Party of Great Britain. Das Saklatvala-Bataillon (spanisch El Batallón Británico oder El Batallón Inglés) war eines der vier Bataillone der XV. Internationalen Brigade Abraham Lincoln.

## Die ersten englischen Milizionäre
Die ersten englischen Freiwilligen kamen in den ersten Monaten des Spanischen Bürgerkrieges unorganisiert über die Pyrenäen nach Barcelona. Vornehmlich kämpften sie an der Aragon-Front. Als erster Engländer kämpfte der englische Kommunist John Cornford an der Aragon-Front. Er schloss sich am 13. August 1936 einer sozialistischen POUM-Milizeinheit bei Leciñena an. Später aber der kommunistischen Centuria Commune-de-Paris.
Andere Freiwillige reihten sich in die internationale Centuria der katalanischen PSUC-Partei ein. Einer dieser Freiwilligen der ersten Stunde war der Engländer Sam Masters. Er organisierte mit weiteren kommunistischen Freiwilligen in der PSUC-Ausbildungskaserne Carlos Marx (Kloster von Pedralbes) die Centuria Thälmann mit. Im September 1936 formierte sich des Weiteren in Barcelona eine vornehmlich englische Centuria, die Centuria „Tom Mann“. Die Centuria wurde nach dem britischen Gewerkschafter Tom Mann benannt. Angehörige dieser Centuria waren Sid Avner, Nat Cohen, Ramona, Tom Wintringham, George Tioli, Jack Barry und David Marshall.
Eine weitere Gruppe der ersten Stunde – darunter Jock Cunningham – kämpfte neben John Cornford in dem Französisch sprechenden Commune-de-Paris-Bataillon. Fast 80 % der Freiwilligen aus Großbritannien waren einfache Arbeiter, wovon etwas mehr als die Hälfte Kommunisten waren. Einer der Freiwilligen war Jason Gurney.
Als erste englische Milizionärin fiel die kommunistische Malerin Felicia Browne. Sie fiel am 25. August 1936 in Aragonien bei Tardienta. Sie versuchte mit einer Milizgruppe einen Munitionszug der Nationalisten zu sprengen.

## Schlacht von Madrid

### Boadilla del Monte
Im Dezember 1936 versuchten die Truppen von Franco während der Schlacht von Madrid die Straße nach A Coruña im Nordosten von Madrid abzuschneiden, um Madrid weiter einzukreisen. Die nationalistische Offensive begann am 3. Dezember und wurde am 13. Dezember intensiviert. Nach der Einnahme von Boadilla del Monte am 14. Dezember wurden die Internationalen Brigaden in den Kampf geworfen. Dem Thälmann-Bataillon mit dem Dąbrowski-Bataillon gelang es Boadilla del Monte zurückzuerobern. Nach einer Umzingelung des Ortes durch die Truppen Francos kam es zu schweren Kämpfen innerhalb von Boadilla del Monte mit hohen Verlusten. Von den ursprünglich 18 Engländern des Thälmann-Bataillons waren 8 schon bei den früheren Kämpfen um Madrid gefallen. Weitere 8 fielen bei diesen Kämpfen. Die beiden Überlebenden waren Romilly und Ovenden, ein Kommunist aus Stockport. Nach der Einnahme von Boadilla del Monte und Villanueva de la Cañada beendeten die Nationalisten die Offensive.

### Andújarfront
Zum Ende des Jahres 1936 waren die britischen Freiwilligen zahlreich genug, um eine rein britische Kompanie zu formieren. Sie zählte 145 Mann und wurde dem französischen La-Marseillaise-Bataillon der neuen XIV. Internationalen Brigade als 1. Kompanie zugeteilt, die von dem Polen General Walter (Karol Świerczewski) geführt wurde. Kommandant der britischen Kompanie war George Nathan. Die britische Kompanie umfasste auch eine Gruppe von Iren von der Connolly Column. Ihr Führer war Frank Ryan. Die Kompanie fuhr am 24. Dezember 1936 mit der Bahn an die Andújarfront bei Córdoba und kämpfte mit der XIV. Internationalen Brigade vergeblich um das Dorf Lopera. Die britische Kompanie des La-Marseillaise-Bataillon war dabei am stärksten betroffen. Von den 145 Brigadisten fielen 78, darunter war der Politkommissar Ralph Fox Cornford. Zudem fiel auch John Cornford. Nach dem Scheitern des Angriffs erschien André Marty im Hauptquartier und ließ den Kommandanten des La-Marseillaise-Bataillons, Major Gaston Delasalle, vor ein Kriegsgericht stellen. Er wurde wegen Spionage verurteilt und erschossen.

## Saklatvala-Bataillon
Im Januar 1937 wurde das Saklatvala-Bataillon, auch das britische Bataillon genannt, mit weiteren Englisch sprechenden Freiwilligen als Bataillon in Albacete aufgestellt. Es erhielt die Bezeichnung No 16. Das Bataillon zählte 600 Mann. Es waren größtenteils Engländer. Das Bataillon umfasste auch zahlreiche Iren der Connolly Column. Die Ausbildung des Bataillons in Albacete leitete Wilfred Macartney und Kommandeur des Bataillons wurde am 6. Februar 1937 Tom Wintringham. Laut dem Historiker Hugh Thomas wurde der Schotte George Aitken zum politischer Kommissar ernannt. Nach dem Augenzeugen Jason Gurney wurde hingegen Dave Springhill, ein hochrangiger Mitarbeiter der Communist Party of Great Britain, politischer Kommissar. Für die englischsprachigen Freiwilligen des Bataillons wurde Peter Kerrigan zum politischen Kommissar ernannt.
Das Bataillon gehörte neben einem französischen Bataillon, dem Dimitrow-Bataillon und dem Abraham-Lincoln-Bataillon zur XV. Internationalen Brigade. Die Brigade bestand vornehmlich aus Brigadisten ohne Kampferfahrung. Kommandeur der XV. Internationalen Brigade war János Gálicz (General Gal). Stabschef war der englische Hauptmann George Nathan.

## Schlacht am Jarama
Nachdem der Frontalangriff der Nationalisten auf Madrid gescheitert war, befahl Francisco Franco einen Angriff im Süden von Madrid. Die Offensive der Nationalisten begann am 5. Februar mit Angriffen auf republikanischen Stellungen westlich des Flusses Jarama. Am 11. Februar bezog das Saklatvala-Bataillon mit dem Dimitrow-Bataillon Stellung zwischen San Martín de la Vega und Morata de Tajuña.
Das Saklatvala-Bataillon kämpfte ab dem 12. Februar 1937 in der Schlacht am Jarama. Bei der Schlacht verlor das Bataillon bereits am ersten Tag 275 Brigadisten in der 1., 3. und 4. Kompanie. Das Saklatvala-Bataillon trug die Hauptlast der nationalistischen Offensive der Truppen Francos in Richtung Morata de Tajuña. Sieben Stunden verteidigte das Bataillon einen Hügel, den sogenannten Selbstmord-Hügel (Suicide Hill), unter schwerem Artillerie- und MG-Beschuss von den Anhöhen von Pingarrón. Bei dem Angriff warfen die Nationalisten ihre gesamte Reserve in die Schlacht. Bei der Verteidigung des Selbstmord-Hügels starben unter anderem Walter Stipendium, Christopher Caudwell und William Briskey. Zudem wurde der Bataillonskommandeur Tom Wintringham verletzt und Jock Cunningham übernahm das Kommando.
Auf der rechten Flanke, drängten die Nationalisten am 12. Februar 1937 das Dimitrow-Bataillon aus seinen Stellungen. Dieses ermöglichte den Nationalisten das Saklatvala-Bataillon zu umgehen, so dass viele der Brigadisten mit ihrem Befehlshaber Fry in Gefangenschaft gerieten. Hierauf zog sich das Saklatvala-Bataillon auf den nächsten Bergrücken zurück. Der politische Kommissar George Aitken und die beiden überlebenden Offiziere Ryam und Cunningham sammelten die Versprengten und befahlen einen erneuten Angriff auf den Selbstmord-Hügel (Suicide Hill). Nach der Zurückeroberung des Selbstmord-Hügels kämpfte das Saklatvala-Bataillon in dieser Stellung über vier Tage. Die verbliebenen 140 Brigadisten des Saklatvala-Bataillon zogen sich endgültig am 17. Juni 1937 aus der Hügel-Stellung zurück.
Am 23. Februar bezogen die verbliebenen Reste des Saklatvala-Bataillons mit dem Lincoln-Bataillon Stellungen vor dem Selbstmord-Hügel. Das Saklatvala-Bataillon griff am 27. Februar 1937 mit dem Lincoln-Bataillon erneut Stellungen der Nationalisten an. Diesen Angriff überlebten von 263 Brigadisten nur 150.

## Schlacht von Brunete
Verstärkt durch neue Rekruten kämpfte das Bataillon mit einer Mannstärke von 331 Brigadisten in der Schlacht von Brunete. Am 6. Juli 1937 nahm die XV. Internationale Brigade die Dörfer Romanillos und Boadilla del Monte ein und um Mitternacht das Dorf von Villanueva de la Cañada. Am nächsten Tag erhielt das Saklatvala-Bataillon die Order, auf Mosquito Ridge (Villaviciosa de Odón) vorzurücken. Als das Bataillon vorrückte, wurde es von Ju-52-Flugzeugen der Legion Condor bombardiert und von der nationalistischen Artillerie beschossen. Bei einem Zwei-Stunden-Sperrfeuer erlitt das Bataillon hohe Verluste. Zudem verhinderte das Sperrfeuer sowie die nachgeführte Verstärkung von nationalistischen Einheiten das weitere Vorrücken des Saklatvala-Bataillons auf Mosquito Ridge. Nur 80 Brigadisten des Bataillons überlebten die Schlacht von Brunete, wobei nur noch 42 Brigadisten des Bataillons kampffähig waren. Aufgrund der hohen Verluste verweigerte das Bataillon einen neuen Einsatzbefehl. Aus diesem Grund wurde das Bataillon von der Front abgezogen und der Reserve zugeteilt.

## Aragon Front (1937)
Mitte August 1937 wurde die XV. Internationale Brigade der 35. Republikanischen Division unterstellt. Die 35. Division wurde mit dem britischen Bataillon zur Aragon-Front verlegt. Zu dieser Zeit dienten bereits 150 Spanier im Saklatvala-Bataillon. Durch eine Offensive an der Aragon-Front, zur Umfassung der strategisch wichtigen Stadt Saragossa, sollte die Offensive der Nationalisten im Norden bei Santander gestoppt werden. Am 25. August 1937 kämpfte das Saklatvala-Bataillon in den Straßen von Quinto und griff danach Stellungen der Nationalisten am Purburrel-Hügel an, der von den nationalistischen Truppen zurückgewiesen wurde. Am folgenden Tag griff das britische Bataillon erneut den Purburrel-Hügel an und konnte diesen einnehmen. Der Angriff wurde von einer Panzerabwehr-Batterie der XV. Internationalen Brigade eingeleitet. Es gelang dem Bataillon bis ca. 16 Kilometer auf Saragossa vorzustoßen. Durch diese Kämpfe wurde das Bataillon auf 100 Mann reduziert. Die Rekonstruktion des Bataillons erfolgte durch Spanier.
Im Dezember 1937 besuchten die Führer der Britischen Labour Party Clement Attlee, Namensgeber der 1. Kompanie (Major Attlee Company), Ellen Wilkinson und Philip Noel-Baker das Saklatvala-Bataillon. Zu dieser Zeit war der Kommandeur des Bataillons Leutnant Copi, Politkommissar Dave Doran und Stabschef war Major Merriman.

## Schlacht von Teruel
Im Jahre 1938 nahm das Britische Bataillon an der zweiten Phase der Schlacht von Teruel teil. Das Saklatvala-Bataillon war eines der letzten Bataillone, dass sich am 22. Februar 1938 aus Teruel zurückzog.

## Ebroschlacht
Zu Beginn der Ebroschlacht, am 25. Juli 1938, überquerte das Saklatvala-Bataillon den Ebro bei Móra d’Ebre. Während der Ebroschlacht nahm das Saklatvala-Bataillon mit der XV. Internationalen Brigade an einem Sturmangriff auf die Höhe 481 in der Nähe von Gandesa teil. Bei diesem Angriff fiel der Leutnant Lewis Olive und David Haden Guest, Sohn des britischen Abgeordneten Lord Haden Guest.

## Auflösung der Internationalen Brigaden
Am 21. September 1938 kündigte Juan Negrín dem Völkerbund an, dass die republikanische Regierung die Internationalen Brigaden auflösen würde. Das britische Bataillon wurde Ende September 1938 der Reserve zugeteilt. Es zog am 17. Oktober bei einer Abschiedsparade der Internationalen Brigaden durch die Innenstadt von Barcelona. Präsident Manuel Azaña und Ministerpräsident Negrín schlossen sich der Menschenmenge an. Es war die letzte große republikanische Feier. Das Saklatvala-Bataillon wurde offiziell am 23. Oktober 1938 aufgelöst. Nach der Auflösung der Internationalen Brigaden kehrten 105 britische Brigadisten nach Großbritannien zurück. Sie trafen am 7. Dezember 1938 in London ein. Am Londoner Bahnhof Victoria wurden sie durch eine Schar von Anhängern begrüßt, einschließlich Clement Attlee, Stafford Cripps, Willie Gallacher und Will Lawther.
Britische Brigadisten, die während des Spanischen Bürgerkrieges in Gefangenschaft gerieten, wurden ab April 1938 in San Pedro de Cardeña bei Burgos mit anderen Brigadisten zentral erfasst. So wurden z. B. die bei der Schlacht am Jarama in Gefangenschaft geratenen britischen Brigadisten von Salamanca nach San Pedro de Cardeña verlegt. Ungefähr 200 internierte britische Brigadisten wurden ab Januar bis zum April 1939 gegen Angehörige der Corpo Truppe Volontarie, bis auf Tom Jones, der erst im März 1940 nach England zurückkehrte, ausgetauscht.